# Alan Taylor
Alan Taylor (1959) is een Amerikaans regisseur van films en televisieseries.
Taylor begon zijn carrière als regisseur van Amerikaanse televisieseries, waarvan voornamelijk die van HBO zoals Sex and the City, Game of Thrones en The Sopranos. Met de laatste won hij in 2007 een Emmy Award in de categorie "Outstanding Directing for a Drama Series". Taylor won ook in 2008 een Directors Guild of America Award met de televisieserie Mad Men in de categorie "Outstanding Directorial Achievement in Dramatic Series' - Night". Op het witte doek werd hij in 2013 vooral bekend met de film Thor: The Dark World.

## Filmografie

### Films
- 1995: Palookaville
- 2001: The Emperor's New Clothes
- 2003: Kill the Poor
- 2013: Thor: The Dark World
- 2015: Terminator: Genisys
- 2021: The Many Saints of Newark

### Televisiefilms
- 2008: 1%
- 2010: The Wonderful Maladys

### Televisieseries
Alleen series vermeld van minimaal 2 afleveringen.
- 1993 - 1999: Homicide: Life on the Street (7 afleveringen)
- 1996 - 1997: Traders (2 afleveringen)
- 1997 - 1998: Oz (2 afleveringen)
- 1999 - 2000: The West Wing (2 afleveringen)
- 1999 - 2003: Sex and the City (6 afleveringen)
- 1999 - 2007: The Sopranos (9 afleveringen)
- 2004: Deadwood (2 afleveringen)
- 2005: Rome (2 afleveringen)
- 2007 - 2008: Mad Men (4 afleveringen)
- 2009 - 2010: Bored to Death (4 afleveringen)
- 2010: Nurse Jackie (2 afleveringen)
- 2011 - 2017: Game of Thrones (7 afleveringen)